# Электроэнергия
Электроэне́ргия (или электрическая эне́ргия) — физический термин, широко распространённый в технике и в быту для определения количества электрической энергии, выдаваемой генератором в электрическую сеть или получаемой из сети потребителем. Основной единицей измерения выработки и потребления электрической энергии служит киловатт-час (и кратные ему единицы). Для более точного описания используются такие параметры, как напряжение, частота и количество фаз (для переменного тока), номинальный и максимальный электрический ток.
Электрическая энергия является также товаром, который приобретают участники оптового рынка (энергосбытовые компании и крупные потребители-участники опта) у генерирующих компаний, а участники розничного рынка у энергосбытовых компаний. Цена на электрическую энергию в международной торговле обычно выражается в центах за киловатт-час либо в долларах за тысячу киловатт-часов.
Электрическая энергия (электроэнергия): Способность электромагнитного поля совершать работу под действием приложенного напряжения в технологическом процессе её производства, передачи, распределения и потребления.

## Мировое производство электроэнергии
Динамика мирового производства электроэнергии (Год — млрд кВт*час):
- 1890 — 9
- 1900 — 15
- 1914 — 37,5
- 1950 — 950
- 1960 — 2300
- 1970 — 5000
- 1980 — 8250
- 1990 — 11800
- 2000 — 14500
- 2005 — 18138,3
- 2007 — 19894,9
- 2013 — 23127[1]
- 2014 — 23536,5[2]
- 2015 — 24255[3]
- 2016 — 24816[4]

Крупнейшими в мире странами — производителями электроэнергии являются Китай и США, вырабатывающие соответственно 24 % и 18 % от мирового производства, а также страны, уступающие их производству в 4 раза — Индия, Россия и Япония.
Начиная с 2012 года, Китай занял лидирующее место по годовому объёму выработки электроэнергии (6,14 трлн кВт⋅ч в 2016).

## Промышленное производство электроэнергии
В эпоху индустриализации подавляющий объём электроэнергии вырабатывается промышленным способом на электростанциях.
| Вид электростанции        | Доля вырабатываемой электроэнергии в России (2000 г. ) | Доля вырабатываемой электроэнергии в России (2016 г. ) | Доля вырабатываемой электроэнергии в мире (1973 г. ) | Доля вырабатываемой электроэнергии в мире (2015 г. ) | Доля энергии, преобразуемая в электрическую | Доля потерь энергии при её производстве |
| ------------------------- | ------------------------------------------------------ | ------------------------------------------------------ | ---------------------------------------------------- | ---------------------------------------------------- | ------------------------------------------- | --------------------------------------- |
| Теплоэлектростанции (ТЭС) | 67 %; 582,4 млрд кВт·ч                                 | 64,2 %; 687,8 млрд кВт·ч                               | 75,2 %;                                              | 66,3 %;                                              |                                             |                                         |
| Гидроэлектростанции (ГЭС) | 19 %; 164,4 млрд кВт·ч                                 | 17,3 %; 186,7 млрд кВт·ч                               | 20,9 %                                               | 16,0 %                                               |                                             |                                         |
| Атомные станции (АЭС)     | 14 %; 128,9 млрд кВт·ч                                 | 18,6 %; 196,4 млрд кВт·ч                               | 3,3 %                                                | 10,6%                                                |                                             |                                         |

В последнее время, в связи с экологическими проблемами, дефицитом ископаемого топлива и его неравномерным географическим распределением, становится целесообразным вырабатывать электроэнергию используя ветроэнергетические установки, солнечные батареи, малые газогенераторы.
В некоторых государствах, например в Германии, приняты специальные программы, поощряющие инвестиции в производство электроэнергии домохозяйствами.

## Мировой рынок электроэнергии
В 2017 году мировой рынок электроэнергии оценивался в 5,61 млрд. долл. США. Почти  9/10 объёмов купли-продажи электроэнергии приходится на страны Европы. Крупнейшими экспортёрами являются Франция (1,75 млрд. долл.), Германия (731 млн. долл.), Нидерланды (410 млн. долл.), Испания (358 млн. долл.), Босния и Герцеговина (294 млн. долл.). Крупнейшие импортёры - Италия (2,21 млрд. долл.), Великобритания (1,07 млрд. долл.), Марокко (360 млн. долл.), Греция (328 млн. долл.).